# تأثيرات اجتماعية على سلوك اللياقة البدنية
تتم المحافظة على اللياقة البدنية من خلال مجموعة من الأنشطة البدنية. تم تعريف النشاط البدني من قبل منظمة الصحة العالمية على أنه «أي حركة جسدية تنتجها عضلات الهيكل العظمي التي تتطلب نفقات الطاقة».العوامل البشرية والتأثيرات الاجتماعية مهمة في بدء هذه الأنشطة والحفاظ عليها. يمكن أن تؤثر البيئات الاجتماعية على الدافع والمثابرة، من خلال الضغوط نحو التوافق الاجتماعي.

## البدانة
السمنة هي علامة جسدية لضعف الصحة، كما وتزيد من احتمال الإصابة بأمراض مختلفة.بسبب البنى الاجتماعية المحيطة بالصحة، فإن الاعتقاد بأن كونك نحيلًا صحيًا والتمييز ضد أولئك الذين يُنظر إليهم على أنهم «غير صحيين»، يواجه الأشخاص الذين يعانون من زيادة الوزن أو السمنة العديد من التحديات الاجتماعية. تتراوح التحديات بين الأشياء الأساسية مثل شراء الملابس، والضغط من المجتمع لتغيير أجسامهم، وعدم القدرة على الحصول على وظيفة.يمكن لهذا أن يؤدي إلى مشاكل مختلفة مثل اضطرابات الأكل، وقضايا احترام الذات، والتشخيص الخاطئ والعلاج غير السليم للأمراض الجسدية بسبب هذا التمييز.

### البالغون
أصبحت السمنة خطرا صحيا جدياُ في جميع أنحاء العالم المتقدم.أكثر من مليار شخص يعانون من زيادة الوزن، وأكثر من 300 مليون منهم يعانون من السمنة المفرطة.علاوة على ذلك، صرح 40٪ من البالغين في الولايات المتحدة في عام 1997 عن عدم ممارسة أي نشاط بدني، في حين أن 59٪ منهم لا يمارسون نشاطًا بدنيًا قويًا في أوقات الفراغ. على الرغم من أن هذه النسب المئوية وحدوث الخمول لدى البالغين الأكبر سناً قد تختلف باختلاف المجموعات العرقية والإثنية، ونوع الجنس، يُذكر أن الخمول يظهر، «من 47 في المائة بين النساء في سن 75، وما فوق إلى 59 في المائة في الذكور السود الأكبر سناً، و 61 في المائة في كبار السن الإناث السود»(هيوز ات ال 55).

### الأطفال
واحد من كل خمسة أطفال في الولايات المتحدة يعانون من زيادة الوزن.أجرى أوجدين وآخرون دراسة على 3958 طفلاً ومراهقًا تتراوح أعمارهم بين 2-19عامًا من عام 2003 - 2004. كانت الدراسة جزءًا من برنامج NHANES وهو المسح الوطني لفحص الصحة والتغذية. لقد أظهر أن 17.1٪ من الأطفال يعانون من زيادة الوزن، مع وجود أكثر من 35٪ في الفئة العمرية 6-19 يعانون من زيادة الوزن بشكل خطير. أظهرت النتائج أن 37.4٪ من هذه المجموعة كانوا يعانون من زيادة الوزن بشكل خطير. تتراوح الفئة العمرية الأخرى والتي تعاني من زيادة الوزن بين 6-11عاماً. تم ترتيب البيانات التي تم جمعها، والتي أظهرت أن 18.8 ٪ من الأطفال الذين تتراوح أعمارهم بين 6-11 يعانون من زيادة الوزن. أظهرت الأبحاث أن السمنة لدى الأطفال زادت من عام 1999 إلى عام 2004. وأظهرت دراسة عام 1999 أن 28.2 ٪ من الأطفال الذين تتراوح أعمارهم بين 2-19 سنة يعانون من زيادة الوزن. في دراسة عام 2004، كانت النسبة 33.6 ٪، وكانت الفئة العمرية الأكثر تضرراً هي الأطفال الذين تتراوح أعمارهم بين 6-11 عاماً، والتي ارتفعت نسبتها المئوية 7.4 نقطة من 29.8 ٪ إلى 37.2 ٪.
السمنة يمكن أن تكون مسؤولة عن خفض ثقة الفرد بنفسه وكذلك احترامه لذاته. قام سويتنج واخرون بإجراء اختبار على الأطفال الذين تتراوح أعمارهم بين 11 و 15 عامًا. تم استطلاع آراء 2,127 طالبًا حول من كان يعاني من السمنة المفرطة، ومن يحتاج إلى تخفيف الوزن، ومن أصبح مصابًا بالسمنة. من هؤلاء الطلاب، اعتبر 9.6٪ من الذكور و 10.5٪ من الإناث يعانون من السمنة المفرطة في عمر 11 سنة. في عمر 15، كان 10.5٪ من الذكور و 11.6٪ من الإناث يعانون من السمنة المفرطة. 3.5٪ من إجمالي الطلاب الذين شملهم الاستطلاع يحتاجون إلى تخفيف الوزن و 4.5٪ يعانون من السمنة المفرطة. وكشف الاختبار أن للسمنة تأثير كبير على تغيير الحالة المزاجية وتقليل احترام الذات.
الخمول هو أحد أكبر أسباب السمنة عند الأطفال. أجرى بيركي وآخرون دراسة على 11887 طفلاً تتراوح أعمارهم بين 10 و 15 عامًا لاختبار ما إذا كانت الزيادة في مستوى نشاط الشخص أو عدمه ستقلل من الدهون في الجسم. اختبار أجري على الفتيات والذي أوضح إلى أن الزيادة في النشاط البدني أدت إلى انخفاض مؤشر كتلة الجسم إلى 0.11.كما وأدى اختبار الذكور إلى انخفاض في مؤشر كتلة الجسم لديهم. أظهرت الزيادة في عدم النشاط الزيادة في مؤشر كتلة الجسم للفتيات بمقدار 0.02. هناك طريقة لتحسين هذا الخمول من خلال تغيير النظام البدني اليومي للطفل. يمكن أن يساعد تبديل النشاط البدني اليومي للطفل الذي يعاني من زيادة الوزن الطفل على إنقاص الوزن والوصول إلى حالة بدنية أفضل.قام روديارميل وآخرون بدراسة زوجين من العائلات اللاتينية التي كان لديها طفل واحد على الأقل تتراوح أعمارهم بين 7 -14 عامًا.وقد تم ذلك على مدى 6 أشهر. كانت هناك مجموعتان وضعت فيهما الأطفال. كانت المجموعة الأولى هي مجموعة «أمريكا على الطريق» وكانت المجموعة الأخرى هي مجموعة «المراقبة الذاتية فقط». اضطرت مجموعة أمريكا على الطريق إلى السير نحو 2000 خطوة إضافية يوميًا من خط الأساس الذي تم قياسه بالفعل من خلال عدادات الخطى والتخلص من 100 سعرة حرارية في اليوم من نظامهم الغذائي العادي عن طريق استبدال السكر الغذائي بدون أي محلل من السعرات الحرارية. لم يكن على مجموعة المراقبة الذاتية تغيير نشاطهم البدني أو نظامهم الغذائي. كان على هذه المجموعة تسجيل نشاطها البدني باستخدام عدادات الخطى. أظهرت كلتا المجموعتين نتائج أنهما قد قللا من مؤشر كتلة الجسم حيث خفضت مجموعة «أمريكا على الحركة» مؤشر كتلة الجسم بشكل ملحوظ.

## أسباب الخمول
في الغرب، هناك ارتفاع في معدل انتشار الأطفال والبالغين الذين يعانون من زيادة الوزن والسمنة. في الولايات المتحدة، يمارس 26٪ فقط من البالغين نشاطًا قويًا في أوقات الفراغ (بما في ذلك الرياضة) أو الممارسة ثلاث مرات أو أكثر في الأسبوع. في محاولة لزيادة مشاركة البالغين وتقليل نسبة الخمول لدى البالغين، وضعت وزارة الصحة والخدمات الإنسانية الأمريكية هدفًا وطنيًا للصحة لعام 2010 يأمل في «الحد من انتشار أي نشاط وقت فراغ من أكثر من 25 بالمائة إلى 20 في المئة من البالغين في الولايات المتحدة»(برلين، ستورتي، وبراش 1137). في أستراليا، وجد مكتب الإحصاءات الأسترالي أنه في 2011/2012، قضى البالغين 33 دقيقة في المتوسط يوميًا في ممارسة النشاط البدني مع 60٪ من السكان يقومون بأقل من 30 دقيقة وأقل من 20٪ يقومون بساعة أو أكثر يوميًا معدل. كما أظهر الاستطلاع أن حوالي 30٪ من السكان البالغين يبلغون عن أكثر من خمس ساعات من النشاط الترفيهي المستقر كل يوم.
يمكن أن يسهممن المشكلات المتعلقة بالصحة، بما في ذلك: السمنة وأمراض القلب ومتلازمة التمثيل الغذائي وغيرها من الاضطرابات. أظهرت الأبحاث أن «49 في المائة من أمراض القلب لدى المرضى المستقرين ترجع إلى قلة التمارين» (بيركنز، وايتهيد، ستيبتو 725) وكان الخطر النسبي لمتلازمة التمثيل الغذائي هو «1.7 (بسبب قلة التمرين، 1.5 لعائلة إيجابية التاريخ و 2.0 في الأفراد الذين ليس لديهم أي أو فقط التعليم في المدارس الابتدائية مقابل التخرج الجامعي»(لي وآخرون 48).
وقد لوحظ أن الخمول لدى الشباب قد ارتفع في السنوات الأخيرة، وانتشار الأنشطة الترفيهية المستقرة للأطفال كبير. قد تلعب ألعاب الفيديو والإنترنت دورًا في هذا. لقد وجد أن "26 في المائة من الأطفال والمراهقين في الولايات المتحدة يقضون أكثر من أربع ساعات يوميًا في مشاهدة التلفزيون، وقد أصبحوا أكثر استقرارًا مع إمكانية الوصول إلى أجهزة الحاسوب وألعاب الفيديو" (دالمو 1434). وإلى جانب ذلك، «62 في المائة من الأطفال من التاسعة إلى الثالثة عشرة لا يشاركون في أنشطة بدنية منظمة، و 23 في المائة لا يشاركون في أنشطة بدنية غير منظمة خارج ساعات الدوام المدرسي» (1434).
قد يكون هناك العديد من الأسباب التي تجعل الناس قد تبقى في خمول. سبب واحد قد يكون بسبب الكسل. أكمل الأفراد استبيان النشاط البدني وأظهر البحث أن «أكثر من ثلث الإناث (34 في المائة) و (12 في المائة) من المراهقين الذكور لم يمارسوا أي نشاط بدني في أوقات الفراغ خلال فترة أسبوع واحد. وجد أن الكفاءة الذاتية لها أعلى درجة من الارتباط البدني في أوقات الفراغ. في حين أن» الكسل«كان له أعلى ارتباط بين الحواجز المتصورة». إلى جانب الاستبيان، أشارت أبحاث أخرى إلى أن مجموعات اللياقة البدنية وبرامج اللياقة البدنية قد غيرت بشكل إيجابي سلوك تمرين العائلات والشباب.
سبب آخر لعدم النشاط البدني هو تصور السكان بأنه لا يوجد مكان آمن للقيام بذلك. مع ازدياد عدد السكان في المدن، فإن الحاجة المتزايدة للإسكان تتخطى الرغبة في المتنزهات وطرق السير والمشي، وبالتالي تزيد من النشاط البدني لدى السكان. تتمثل الطرق التي يمكن أن تساعد في زيادة مقدار النشاط البدني في تخطيط وبناء البيئة بطريقة تجعل سكان المجتمع يشعرون بالأمان لأن يكونوا نشطين بدنيًا في المنطقة. يمكن القيام بذلك على سبيل المثال عن طريق إبطاء حدود السرعة لسرعات أكثر أمانًا وتوفير معابر آمنة للشوارع وأيضًا من خلال بناء البنية التحتية بالقرب من الشارع والمسارات مع وصول آمن للمشاة والدراجات ومواقف آمنة للدراجات. من خلال تنفيذ هذه التغييرات البسيطة في المجتمعات، سيكون لدى السكان شعور متزايد بالأمان وبالتالي زيادة نشاطهم البدني اليومي.

## المبادرات
بالنظر إلى التكاليف الاجتماعية والاقتصادية لانخفاض مستويات النشاط البدني، كان هناك عدد من مبادرات السياسة العامة لرفع مستوى النشاط البدني، مع التركيز بشكل خاص على الأطفال والمراهقين.

### بوابة اللياقة
بدأت الوكالات الحكومية في الولايات المتحدة، على المستويين الاتحادي ومستوى الولايات، عددًا من البرامج التي تتضمن تشجيع العمال على ركوب الدراجات في العمل بدلاً من القيادة. توفر بوابة اللياقة البدنية مجموعة من الأدوات والأمثلة ودراسات الحالة لأفكار المنظمة. بعض الأمثلة التي قدمتها بوابة اللياقة البدنية تشمل: استخدام جزازة الدفع، المشي، استخدام الدرج بدلاً من المصعد، ركوب الدراجات، تشغيل المهمات، زيارة الأصدقاء، تنظيف المرآب أو العلية، التطوع ليصبح مدربًا أوحكماً، والاشتراك في فئة تمرين جماعي، أو الانضمام إلى دوري الكرة اللينة، أو وقوف السيارات في أقصى نهاية موقف للسيارات. يقترحون للأطفال: أخذ الكلب في نزهة على الأقدام، وبدء لعبة كرة القدم، والانضمام إلى فريق رياضي، والذهاب إلى الحديقة، ومساعدة أولياء أمورهم في تنظيف الفناء، ولعب البطاقات، وركوب دراجتهم إلى المدرسة، والمشي إلى المتجر، ورؤية كم عدد رافعات القفز التي يمكنهم القيام بها، أو سباق صديق.

### العافية على عجلات
قام مجلس منطقة وادي فالي بالتعاون مع صندوق دورهام داليس للرعاية الأولية في إنجلترا بتطوير خطة مبتكرة في محاولة لمكافحة المستويات العالية لضعف الصحة والسمنة في المنطقة. أنشأوا صالة رياضية متنقلة مزودة بمعدات مراقبة اللياقة الإلكترونية، والتي تسمى (العافية على عجلات). كان هذا الجهد لإقناع أكبر عدد ممكن من الناس بالتسجيل في التدريبات العادية كجزء من حملة أوسع في المنطقة. لاحظ باري نيلسون، المحرر الصحي لصحيفة نورثرن نورثرن في مقابلة أجريت معه ارتفاع مستوى الاهتمام. كانت الإستراتيجية هي ممارسة التمارين الرياضية حتى منازل الناس بدلاً من انتظار استخدام المرافق الترفيهية الموجودة. خرج الأطفال والبالغون، لممارسة الرياضة في صالة الألعاب الرياضية المتنقلة. من الواضح، أن توفر وقرب برنامج اللياقة البدنية في المجتمع أثر إيجابيا على سلوك اللياقة البدنية للسكان. كما يوضح التاريخ، منذ ثلاثة وعشرين عامًا، تم تعيين السيد هاكلمان كمدير للمزايا. في هذا الوقت، لم يكن بالمقاطعة سوى ثلاثة برامج للصحة واللياقة: فحوصات ضغط الدم التي يقوم بها ممرضو الصحة العامة، ودورة كرة المضرب وبعض فصول التمارين الرياضية. ومع ذلك، بعد فترة وجيزة نمت القائمة لتشمل ما لا يقل عن خمسة برامج فحص الصحة الوقائية، وثمانية برامج نمط الحياة والصحة والعافية، واثني عشر برامج لتحسين الصحة والحد من المخاطر وخمسة برامج تعليمية للحياة الأسرية. أخيرًا في عام 2005، وثقت السيدة جيبسون ما مجموعه 3,382 مشاركًا في برامج الصحة واللياقة بالمقاطعة، أو 2,283 فردًا، يمثلون 41٪ من سكان المقاطعة.

### حافلة المدرسة البشرية
تنبع معظم الأبحاث التي تدافع عن فكرة برامج اللياقة البدنية من زيادة ممارسات التمارين الرياضية بين الأطفال والبالغين من سان دييغو. نفذت مدرسة التراث الابتدائية أول حافلة مدرسية للمشي. هذه المبادرة جعلت الطلاب يمشون إلى محطاتهم، بدون انتظار الحافلة المدرسية. بدلا من ذلك، انتظار قطار من الناس يسيرون على الأقدام لاخذهم. هذا سمح للطلاب بالمشي إلى المدرسة مع أقرانهم. على الرغم من عدم ذكر ذلك مباشرة، إلا أن السبب الرئيسي الذي يجعل الأطفال يختارون المشي هو أنهم يقعون ضحية لعقلية الغوغاء. ربما عبارة «تقع ضحية لعقلية الغوغاء» لها دلالة سلبية، ولكن هذا هو، في جوهره، ما يفعله الأطفال. نظرًا لأن العديد من الطلاب الآخرين كانوا يمشون، انضم الاخرون. وفي هذه الحالة، يكون لعقلية الغوغاء والسلوك الجماعي تأثير إيجابي على سلوك اللياقة البدنية، ويشجعون الطلاب على ممارسة الرياضة. كان رأي الأطفال والمدرسين والمتطوعين بشكل عام مؤيدًا للمشروع. تشير الأبحاث إلى أن «91.4 في المائة من الطلاب المشاركين صرحوا بأنهم أحبوا المبادرة بشدة و 87.4 في المائة منهم يفضلون الذهاب إلى المدرسة من قبل Piedibus أكثر من أي وسيلة أخرى. حدد المعلم والمتطوعون القيمة الاجتماعية للمشروع والزيادة المادية النشاط كجوانب إيجابية للمشروع». توفر البيئة الجماعية لحافلة المشي الراحة في ممارسة الرياضة، مما يؤدي بدوره إلى ممارسة الأطفال لها في كثير من الأحيان. على الرغم من عدم تطابقها تمامًا مع «ظاهرة فورست غامب»، إلا أن حافلة مدرسية المشي هذه تظهر نفس النتائج: «إذا كان بإمكاني القيام بذلك، يمكنك القيام بذلك».

### ألعاب الفيديو
طورت العديد من شركات ألعاب الفيديو طرقًا لمزج الطيفين الإلكترونيين والتمارين الرياضية. ثورة الرقص، ولعلها أكثر ألعاب التمرينات شهرة، يحصل اللاعبون على نقاط من خلال الرقص على إيقاع معين . يكسب اللاعبون المزيد من النقاط للتنصت على منصات الرقص في أوقات محددة وفي تسلسلات مناسبة، وبالتالي دمج التمارين الرياضية.
في عام 2006، قدمت نينتندو وي، وهي وحدة تحكم في ألعاب الجيل القادم، وتتميز بوجود وحدة تحكم حساسة للحركة. لاحظ العديد من اللاعبين فوائد زيادة النشاط البدني بسبب ممارسة الألعاب على نظام وي ، لكن هذا لا يعتبر بممارسة جادة.

## السلوك المستقر
وفقًا لـ (بيدل 2007)، فإن التأثير الاجتماعي للتكنولوجيا، مثل الألعاب الإلكترونية والشاشات، هي الأسباب الرئيسية لإجراءات السلوك المستقر، حيث تعد مشاهدة االتلفاز واستخدام الحاسوب من أكثر الجهات المستفيدة انتشارًا. ومع ذلك، فإن السلوكيات المستقرة ليست مجرد «نقيض» للنشاط البدني، ولكنها تشير بدلاً من ذلك إلى أنها «تحل محل الوقت الذي يمكن استخدامه للنشاط البدني». (بيدل، 2007)
يُعتبر الأطفال والمراهقون أكثر عرضة لخطر هذه السلوكيات المستقرة حيث تبلغ تقديرات مشاهدة التلفاز للشباب ما بين 1.8 إلى 2.8 ساعة في اليوم. كما يذكر (بيدل 2007) أنه بالنسبة للشباب "استغرق التلفاز 40٪ من الوقت الذي يقضيه في السلوكيات المستقرة الخمسة الأكثر شيوعًا خلال الأسبوع و 37٪ في عطلات نهاية الأسبوع، مما يؤكد التأثير السلبي لهذه التطورات الاجتماعية والتكنولوجية على النشاط البدني وسلوك اللياقة البدنية.
ذكرت الدراسة التي أجراها هاردي ودوبنز وبوث ودني وويلسون وأوكيلي (2006) أن «هناك حوافز مجتمعية قوية لتكون غير نشط، وهناك مخاوف متزايدة من التفضيل الناشئ بين الشباب لتبني أنماط الحياة المستقرة.» استنادًا إلى المراهقين الأستراليين، تم تلقي النتائج التي أشارت إلى أن العديد من الشباب يشاركون في ممارسة السلوك المستقر، حيث يقضي الصف السادس 34 ساعة في الأسبوع، والصف الثامن 41 ساعة والصف العاشر 45 ساعة. (هاردي وآخرون، 2006)
وجدت دراسة أخرى «زيميت» (2010)، وجود ارتباط قوي وإيجابي بين السلوكيات المستقرة، وخاصة مشاهدة التلفاز، مع السمنة وانخفاض مستويات المشاركة. ذكرت الدراسة أنه خلال العشرين سنة الماضية (1990-2010)، زاد معدل انتشار السمنة في أستراليا بأكثر من الضعف. ويؤكد أن «مبادرات الصحة العامة التي تستهدف الحد من الملاحقات المستقرة قد تكون ضرورية للحد من وباء السمنة.»
وفقًا لدراسة أجراها مارتينيز غونزاليس، ألفريدو مارتينيز، هو، جيبني، وكيرني، (1999) "السمنة هي أكثر المشاكل المرتبطة بالتغذية انتشارًا في المجتمعات الغربية، وترتبط بعبء مهم من المعاناة من حيث الوفيات، الاعتلال والضغط النفسي ". تؤكد الدراسة على أن الأشخاص الذين يعانون من السمنة يضعون عبئا ثقيلا على أنظمة الرعاية الصحية، وأن السمنة يمكن أن تصبح مشكلة صحية عامة رائدة في القرن المقبل.